# Bitwa pod Germantown
Bitwa pod Germantown – starcie zbrojne mające miejsce 4 października 1777 pod Germantown w trakcie kampanii filadelfijskiej podczas wojny o niepodległość Stanów Zjednoczonych zakończone zwycięstwem armii brytyjskiej  Williama Howe’a  nad atakującymi ją oddziałami regularnymi i milicją Jerzego Waszyngtona. Była to jedna z kilku porażek które razem z chorobami, głodem i srogą zimą spowodowały, że spośród 9000 żołnierzy dowodzonych przez Waszyngtona aż 3000 zdezerterowało.

## Wprowadzenie
Po upadku Filadelfii 26 września 1777 roku brytyjskie wojska gen. Williama Howe’a zostały rozproszone celem podjęcia innych zadań. Trzon sił stanął w Germantown w Pennsylwanii, gdzie założono obóz. Howe pozostawił spory, liczący 3000 ludzi, kontyngent pod dowództwem gen. Charlesa Cornwallisa w Filadelfii by strzegł linii komunikacyjnych. Kilka pułków piechoty wydzielono, by wyparły siły patriotów z Billingsport, co miało umożliwić aprowizację wojsk z morza; ostateczna liczba ludzi jakimi dysponował Howe wyniosła 8000-9000.
Generał Jerzy Waszyngton monitorował rozwój sytuacji – sam dysponował 10000-11000 żołnierzy regularnych i milicji. Dysproporcja mogła przynieść zwycięstwo przy ataku na miasto i w efekcie wyparcie Brytyjczyków z Filadelfii. Sztab patriotów opracował dość skomplikowany, czterokierunkowy plan ataku, zaplanowany na 4 października. Zadaniem dwóch kolumn milicji dowodzonych przez generałów Johna Armstronga i Williama Smallwooda było zaangażowanie flanków przeciwnika i odwrócenie jego uwagi. Wówczas nastąpić miał atak głównych sił, przewodzonych przez dywizje gen. Johna Sullivana i gen. Nathanaela Greene’a. Dowodzący 3000 ludzi Sullivan uderzyłby na lewą część centralnych sił przeciwnika stojących wzdłuż drogi do Germantown, podczas gdy 5000 ludzi Greene’a natarłoby na prawą część centrum. Byłaby to agresywna riposta na niedawną porażkę nad Brandywine – Waszyngton zakładał, iż uda mu się zaskoczyć Howe’a i zniszczyć jego siły.

## Bitwa

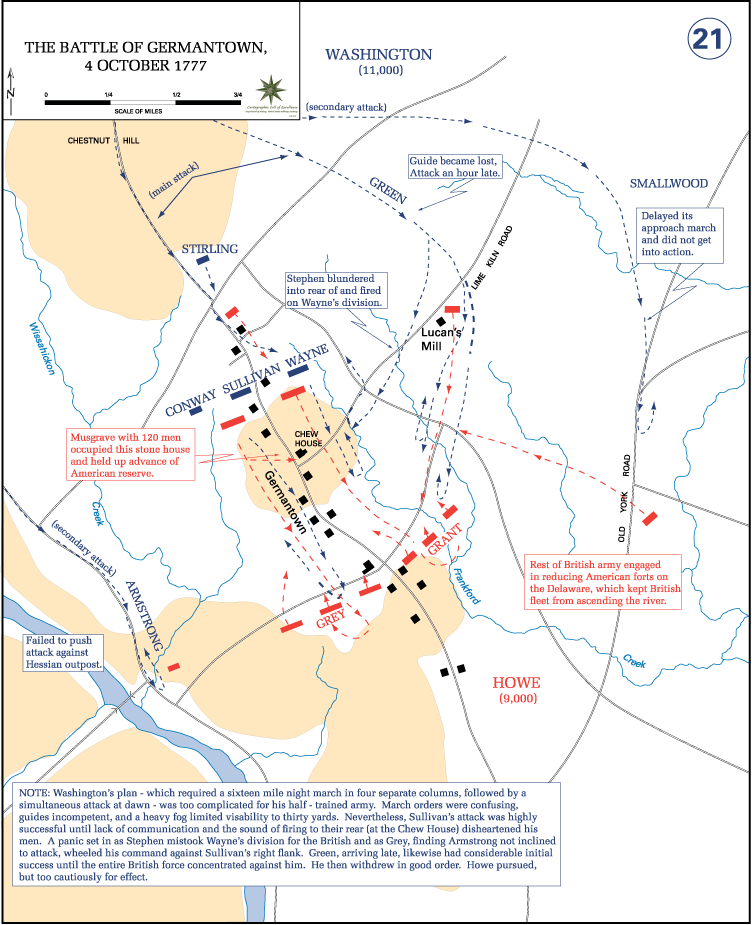
Plan bitwy

W praktyce powyższy plan okazał się zbyt skomplikowany i niewykonalny dla niedoświadczonej armii. Patrioci rozpoczęli atak rankiem 4 października 15-milowym marszem utrudnionym ciemnością i mgłą, która podniosła się rankiem – w efekcie wielu pobłądziło. Na prawym skrzydle wojska Armstronga dotarły do wskazanego celu zbyt późno by wykonać swoje zadanie, podczas gdy Smallwood zabłądził i nie dotarł na pole walk.
Atak Sullivana rozpoczął się zgodnie z planem, wszakże oddziały pozbawione wsparcia Armstronga i Smallwooda odsłoniły flanki. Jak przypuszczano Brytyjczycy dali się zaskoczyć i odepchnąć przez natarcie gwardii pułkownika Thomasa Conwaya oraz kawalerii kapitana Allena McLane’a. Jednakże 40 Regiment Piechoty płk Thomas Musgrave’a szybko zajął Clivedon, dwupiętrowy kamienny dom należący do sędziego Benjamina Chewa, i zabarykadował się w środku. Musgrave, w obliczu niedawnego starcia pod Paoli, ochrzczonego „masakrą”, ostrzegł podwładnych, iż Amerykanie nie będą skłonni do brania jeńców.
Sullivan kontynuował natarcie mimo ostrzału z Clivedon. Kiedy pojawił się sztab wraz z Waszyngtonem, generał Henry Knox protestował przed pozostawieniem licznego oddziału wroga na tyłach, podczas gdy pułkownicy Alexander Hamilton i Timothy Pickering stawiali na kontynuowanie natarcia, przy obejściu pozycji Musgrave’a.
Po krótkim namyśle Waszyngton przychylił się do zdania Knoxa i rozkazał brygadzie Williama Maxwella atak. Wobec braku artylerii patrioci nacierali kilkukrotnie na kamienne domostwo, ponosząc duże straty. Po zaciętej walce Clivedon zostało otoczone kordonem, a główne natarcie wznowiono pod przywództwem gen. Anthony’ego Wayne’a. Jednakże godzinne opóźnienie dało Howe'owi czas na umocnienie linii obrony.
Natarcie Greene’a straciło tempo, mimo że brygada gen. Petera Muhlenberga przebiła się przez brytyjskie linie, docierając do obozu. Mimo wszystko amerykańskie natarcie rozwijało się jak dotąd pomyślnie – katastrofalny efekt miało wszakże posunięcie gen. Adama Stephena, który bez przyczyny wycofał swoje oddziały i zaczął przedzierać się przez pola. W gęstej mgle jego żołnierze pomylili oddziały Wayne’a z wrogiem, co skończyło się wymianą ognia i zamieszaniem. W tym czasie Howe wydał rozkaz kontrataku.
Brytyjskie siły pod dowództwem gen. Charlesa Greya w walce na bagnety wyparły zmieszanych patriotów i wyzwoliły regiment w Clivedon. Kula armatnia śmiertelnie raniła gen. Francisa Nasha, zaś 9 Wirginijski Regiment Piechoty płk George’a Matthewsa został okrążony przez siły płk Jamesa Granta i zmuszony do poddania.
Waszyngton, spodziewając się szybkiego nadejścia Cornwallisa z odsieczą z Filadelfii, uznał przegraną i zarządził odwrót o 10:00. Armia Kontynentalna utraciła 673 zabitych i 400 uwięzionych żołnierzy; brytyjskie straty wyniosły 551 ludzi. Waszyngton wycofał się do Valley Forge, podczas gdy Filadelfia pozostała nadal w rękach korony.

Nasze oddziały wycofały się w momencie, gdy zwycięstwo było niemal w zasięgu ręki. Tumult, rozgardiasz i rozpacz, które przejęły kontrolę nad Brytyjczykami, nie okazały się tak przeważającymi uczuciami po naszej stronie; mówiono, że idea ucieczki była tak kusząca, iż wybrano już punkt zborny w Chester.